# حور مرن
حور مرن (الاسم العلمي:Populus flexibilis) هي نوع نباتي يتبع جنس الحور من الفصيلة الصفصافية.  